# باولو كويلو

غلاف كتاب الخيميائي - أول من ترجمها للعربية هو بهاء طاهر لكن بعنوان "ساحر الصحراء""

غلاف رواية
فتيات فالكيري 1992

باولو كويلو (بالبرتغالية: Paulo Coelho‏) هو روائي وقاص برازيلي ولد (24 اغسطس 1947). يؤلف حاليا القصص المحررة من قبل العامة عن طريق الفيس بوك. تتميز رواياته بمعنى روحي يستطيع العامة تطبيقه مستعملاً شخصيات ذوات مواهب خاصة، لكن متواجدة عند الجميع. كما يعتمد على أحداث تاريخية واقعية لتمثيل أحداث قصصه.

و عين سنة 2007 رسول السلام التابع للأمم المتحدة.

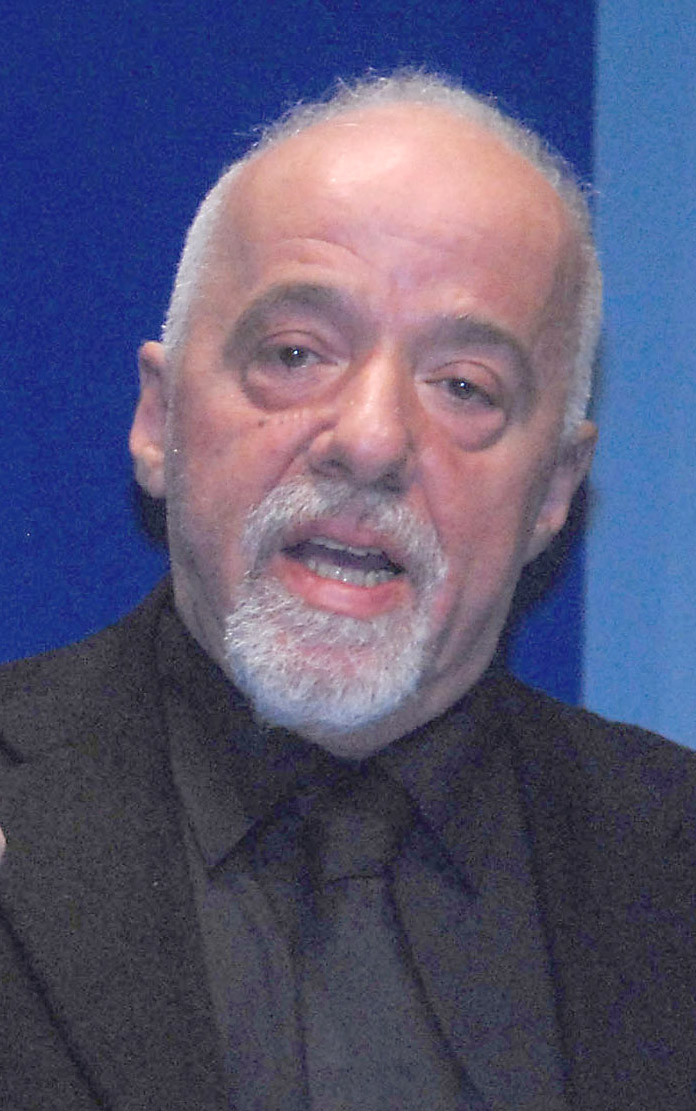
باولو كويلو في 2007

تعد الخيميائي أشهر رواياته وتمت ترجمتها إلى 80 لغة ووصلت مبيعاتها إلى 150 مليون نسخة في جميع انحاء العالم.

## حياته
ولد في ريو دي جانيرو عام 1947. قبل أن يتفرغ للكتابة، كان يمارس الإخراج المسرحي، والتمثيل وعمل كمؤلف غنائي، وصحفي. وقد كتب كلمات الأغاني للعديد من المغننين البرازيليين أمثال إليس ريجينا، ريتا لي راؤول سييكساس، فيما يزيد عن الستين أغنية.
بدأ ولعه بالعوالم الروحانية منذ شبابه كهيبي، حينما جال العالم بحثا عن المجتمعات السرية، وديانات الشرق. نشر أول كتبه عام 1982 بعنوان «أرشيف الجحيم»، والذي لم يلاق أي نجاح. وتبعت مصيره أعمال أخرى له ، ثم في عام 1986 قام كويلو بالحج سيرا لمقام القديس جايمس في كومبوستيلا . تلك التي قام بتوثيقها فيما بعد في كتابه «الحج» . في العام التالي نشر كتاب «الخيميائي»، وقد كاد الناشر أن يتخلي عنها في البداية، ولكنها سرعان ما أصبحت من أهم الروايات البرازيلية وأكثرها مبيعا.
حاز على المرتبة الأولى بين تسع وعشرين دولة. ونال على العديد من الأوسمة والتقديرات.

## أعماله
| الغلاف | السنة   | الإسم بالرتغالي                            | الإسم بالعربي |
|        | 1974    | O Manifesto de Krig-há                     | الظاهر من Krig-há |
|        | 1974    | Teatro da Educação                         | مسرح للتعليم |
|        | 1982    | Arquivos do Inferno                        | أرشيف الجحيم |
|        | 1986    | O Manual Prático do Vampirismo             | الدليل العملي للخفشنة |
|        | 1987    | O Diário de um Mago                        | الحاج |
|        | 1988    | O Alquimista                               | الخيميائي |
|        | 1990    | بريدا                                      | بريدا |
|        | 1991    | O Dom Supremo                              | الهدية العليا |
|        | 1992    | As Valkírias                               | فالكيريس |
|        | 1994    | Maktub                                     | مكتوب |
|        |         | Na margem do rio Piedra eu sentei e chorei | على نهر بيدرا جلست وبكيت |
|        | 1996    | O Monte Cinco                              | الجبل الخامس |
|        | 1997    | Letras do amor de um profeta               | رسائل حب من رسول |
|        | 1997    | Manual do guerreiro da luz                 | دليل محاربي الضوء |
|        | 1998    | Veronika decide morrer                     | فيرونيكا تقرر أن تموت |
|        |         | Palavras essenciais                        | كلمات ضرورية |
|        | 2000    | O Demônio e a Srta. Prym                   | الشيطان والآنسة بريم |
|        | 2001    | Padres hijos y nietos                      | حكايات للأبناء والآباء والأجداد                                                                                                   |
|        | 2003    | Onze Minutos                               | إحدى عشرة دقيقة |
|        | 2004    | E no sétimo dia                            | And on the Seventh Day (collection of the novels على نهر بيدرا جلست وبكيت, فيرونيكا تقرر أن تموت (كتاب) and الشيطان والآنسة بريم) |
|        |         | O Gênio e as Rosas                         | الجني والورود |
|        |         | Viages                                     | الرحلات |
|        |         | Vida                                       | الحياة |
| 2005   | O Zahir | الزهير                                     | |
|        |         | Caminhos Recolhidos                        | مسارات مسترجعة |
|        | 2006    | Ser Como o Rio que Flui                    | كالنهر الجاري |
|        | 2006    | A Bruxa de Portobello                      | ساحرة بورتوبيللو |
|        | 2008    | O vencedor está só                         | الفائز يبقى وحيدا |
|        | 2009    | Amor                                       | الحب |
|        | 2010    | Aleph                                      | أليف |
|        | 2011    | Fábulas                                    | الخرافات |
|        | 2012    | Manuscrito Encontrado em Accra             | مخطوطة وجدت في عكرا |
|        | 2014    | Adultério                                  | الزانية |
|        | 2016    | The Spy                                    | الجاسوسة |
|        | 2018    | Hippie                                     | هيبي |

وقد باع كويلو أكثر من 150 مليون كتاب حتى الآن، وقد أعتبر أعلى الكتاب مبيعا بروايته 11 دقيقة، حتى قبل أن تطرح في الولايات المتحدة أو اليابان، و10 بلدان أخرى. واحتلت الزهير -2005 المركز الثالث في توزيع الكتب عالميا وذلك بعد كتابي دان براون شيفرة دا فينشي وملائكة وشياطين وتعد الخيميائي ظاهرة في عالم الكتابة، فقد وصلت إلى أعلى المبيعات في 18 دولة، وترجمت إلى 65 لغة وباعت 30 مليون نسخة في 150 دولة، وقد وُضِّعَت رسومات مصاحبة للنص بواسطة الفرنسي «موابيو» الذي صمم مناظر أفلام العنصر الخامس، إيليان. 2014

## باولو كويلو
1. عضو بمعهد شيمون بيريز للسلام.
2. مستشار اليونسكو للتبادل الحضاري والروحي.
3. عضو  الأكاديمية الأدبية البرازيلية.
4. عضو المجمع اللغوي البرازيلي.
4. رسول السلام التابع للأمم المتحدة.

## وصلات خارجية
- باولو كويلو على موقع IMDb (الإنجليزية)
- باولو كويلو على موقع الموسوعة البريطانية (الإنجليزية)
- باولو كويلو على موقع مونزينجر (الألمانية)
- باولو كويلو على موقع ألو سيني (الفرنسية)
- باولو كويلو على موقع ميوزك برينز (الإنجليزية)
- باولو كويلو على موقع أول موفي (الإنجليزية)
- باولو كويلو على موقع قاعدة بيانات الأفلام السويدية (السويدية)
- باولو كويلو على موقع إن إن دي بي (الإنجليزية)
- باولو كويلو على موقع ديسكوغز (الإنجليزية)
- باولو كويلو على موقع قاعدة بيانات الفيلم (الإنجليزية)
- الموقع الرسمي لباولو كويلهو
- تحميل جزء من الزهير بالعربية (مجاز من المالك)
- الموقع الرسمي للشخصية
- ملخص لرواية الخيميائي
- صفحة باولو كويلو على موقع أبجد
- صفحة اقتباسات باولو كويلو على موقع أبجد